# El robo del siglo
O roubo do Século (estilizado como EL ROBO DEL $IGLO) é uma série de televisão de drama e suspense colombiana, produzida pela Dynamo para a Netflix. É estrelada por Andrés Parra, Marcela Benjumea, Christian Tappan e Waldo Urrego. A série conta a história do Assalto ao Banco da República em Valledupar em 1994, e foi lançada em 27 de julho de 2020.

## Sinopse
Em 1994, ladrões planejam um assalto ambicioso ao Banco da República da Colômbia. Inspirado em fatos reais.

## Elenco
- Andrés Parra como Roberto Lozano "Chayo"
- Christian Tappan como Jaime Molina "El Abogado"
- Marcela Benjumea  como "Doña K"[3]
- Juan Sebastián Calero como "El Sardino"
- Waldo Urrego como Gabriel Herrera "El Dragón"
- Rodrigo Jerez como Richard Reina "Estiven"
- Juan Pablo Barragán como Teniente Monroy
- Joha Mauricio Rivera Zumaqué como Yidi
- Katherine Vélez como Romy
- Paula Castaño como Cármen
- Pedro Suárez como "Goliath"
- Édgar Vittorino como Maguiver
- Ramsés Ramos como Ulises
- Matías Maldonado como Marco Emilio Zabala (Gerente do Banco)
- Carlos Mariño como Fiscal Paredes
- Álvaro García como Kike
- Juan Ángel como Iregui
- Luis Carlos Fuquen como Ramiro Nuñez

## Recepção
No Rotten Tomatoes, a série detém um índice de 60% de aprovação.

## Prêmios e indicações
| Ano  | Prêmio                  | Categoria   | Indicado         | Resultado | Ref   |
| ---- | ----------------------- | ----------- | ---------------- | --------- | ----- |
| 2021 | Emmy Internacional 2021 | Melhor Ator | Christian Tappan | Indicado  | [ 5 ] |